# MB&C
MB&C este un grup de muzică dance, fiind considerat unul din primele grupuri din România care a abordat acest gen. A fost fondat în 1995 de Bogdan Tașcău și Sorin Frunză, amândoi fiind elevi la Școala Populară de Arte.
Prima piesă a grupului difuzată intens la posturile de radio din țară a fost „Îmi place”. În urma acestui succes, lui Bogdan și Sorin li s-a alăturat Roxana Andronescu, pentru ca în 1998 formația să revină la formula inițială. În 1999, MB&C lansează piesa „Marea”, având-o ca solistă pe Cristina Protopopescu.
De-a lungul carierei, formația a lansat două albume de studio (MB&C și MB&C II) și două EP-uri (Ne-am orientat și Problemă); o parte din piesele lor au fost incluse pe compilații de muzică dance.